# Mario Aguilera Cirbián
Mario Joaquín Aguilera Cibrián (Santa Cruz de la Sierra, Bolivia; 10 de enero de 1973) es un arquitecto y político boliviano. Desde el 2021 ejerce como vicegobernador  del departamento de Santa Cruz. A partir del 26 de enero de 2024 se desempeña como Gobernador en Ejercicio en reemplazo por la detención de Luis Fernando Camacho. 

## Biografía
Mario Joaquin Aguilera Cirbian nació el 10 de enero de 1972 en Santa Cruz de la Sierra, Bolivia. Se recibió como arquitecto en la Universidad Privada de Santa Cruz de la Sierra. Desde entonces, ha trabajado en varios proyectos arquitectónicos,  destacándose por su enfoque en el diseño y su compromiso con el desarrollo sostenible, así como con la mejora de la infraestructura urbana en la región.
Sus padres fueron Gladys Cirbián Escalante y Mario Aguilera Pareja, un médico boliviano con una notable trayectoria en la política, reconocido por su compromiso con el servicio público y la comunidad. Inspirado por el legado de su padre y su dedicación a mejorar la sociedad, Mario Aguilera decidió incursionar en la política con el objetivo de contribuir al desarrollo regional y promover el bienestar social. 
Tiene dos hermanos, Andrei Aguilera Cirbián y Líders Aguilera Cirbián. 
Carrera profesional
Es el actual gobernador del departamento de Santa Cruz, Bolivia.  
Ha dedicado su carrera a la planificación y desarrollo urbano. Su papel ha sido fundamental en el Colegio de Arquitectos de Santa Cruz, donde ha ocupado diversos cargos de relevancia, incluyendo la presidencia del Directorio (2014-2018) y como miembro activo de la Comisión Revisora del Código de Urbanismo y Obras de Santa Cruz (2015-2018).
A nivel nacional, ha destacado como Director de la Federación de Profesionales de Bolivia (2016-2018) y como Presidente de la Comisión de Planificación Integral Metropolitana de Santa Cruz de la Sierra (2016-2019).

## Carrera Política

### Jefe de campaña
Inició su carrera política en 2020 como jefe de campaña de Creemos para las Elecciones generales de Bolivia de 2020. 
En 2021, asumió el cargo de jefe de campaña en las Elecciones Departamentales (estados) liderando una exitosa campaña en el departamento.

### Vicegobernador
Posteriormente fue nuevamente elegido como jefe de campaña para las Elecciones subnacionales de Santa Cruz de 2021, donde sería elegido para ser el candidato a Vicegobernador, El binomio Camacho-Aguilera Seria electo con el 55.64 % de los votos. Aguilera tomaría juramento de su cargo el  3 de mayo de 2021.
Durante su gestión como Vicegobernador, lideró la Instancia Departamental de Asuntos Metropolitanos (IDAM), impulsando la construcción de la Visión Metropolitana de Santa Cruz y coorganizando iniciativas como el Taller de Inteligencia Colectiva Metropolitana de Santa Cruz “Brainshop Metropolitano 2022"
Bajo su liderazgo, se han creado y fortalecido comisiones metropolitanas dedicadas a temáticas cruciales como Agua, Saneamiento, Residuos Sólidos, Economía Sostenible y Movilidad Urbana.
Ha sido clave en la presentación de la primera Guía de Desarrollo Metropolitano de Santa Cruz y en el inicio del Primer Observatorio Metropolitano en 2024, siendo este mismo año la entregará del segundo tomo de la Guía Metropolitana, consolidando aún más su compromiso con el desarrollo sostenible y la planificación urbana.
Su visión ha trascendido fronteras, logrando adhesiones internacionales, incluyendo la membresía a la Red Global de Grandes Metrópolis del Mundo, lo que consolida su papel como uno de los arquitectos y líderes más influyentes de la región.

### Gobernador
El 28 de diciembre de 2022 el gobernador de Santa Cruz Luis Fernando Camacho sería detenido por el Gobierno de Luis Arce por lo que el estatuto autonómico de Santa Cruz, Mario Aguilera asumiría la gobernación de forma temporal. Pero Camacho se negaría a entregar el poder aludiendo a una traición de Aguilera que habría pactado con el Movimiento al Socialismo (Bolivia) para lograr su detención y obtener la gobernación. Esta situación se extendió durante un año, hasta que el 25 de enero de 2024 la Sala Constitucional Tercera del Tribunal Departamental de Justicia ordenó al presidente de la Asamblea Legislativa Departamental de Santa Cruz; Zvonko Matkovic la posesión inmediata del Vicegobernador Mario Aguilera. El 26 de enero de 2024 Aguilera fue posesionado como Gobernador en Ejercicio de la Suplencia Gubernamental del Departamento de Santa Cruz, mientras Camacho siga con suplencia temporal.